# Fort de la Revère
Le fort de la Revère, est une fortification du département des Alpes-Maritimes.

## Situation
Cet ouvrage militaire est situé au-dessus du village d'Èze dans le parc forestier de la Grande Corniche du département des Alpes-Maritimes en France.
À 696 m d'altitude, il domine sur une ligne de crête toute la côte depuis l'Italie jusqu'au massif de l’Esterel. Par beau temps, depuis la table d’orientation, on peut apercevoir le cap Corse, situé à près de 180 km.

## Historique
Le fort fait partie d'un ensemble de fortifications semi-enterré et bâti à partir de 1874 et jusqu'au début de la Grande Guerre, le long des frontières et des côtes de France. Conçu selon le système Séré de Rivières, il est de type dit « à massif central et batteries basses » avec batteries sur les périphéries et casernement en partie centrale. Son projet apparaît dans un rapport de 1877 du commandant Wagner, chef du génie de Nice. Les plans sont  établis par le capitaine Rougier en 1878.  Son périmètre en forme de trapèze est entouré en totalité par un fossé sec flanqué de caponnières. Son armement se composait de 16 canons et de 4 mortiers.

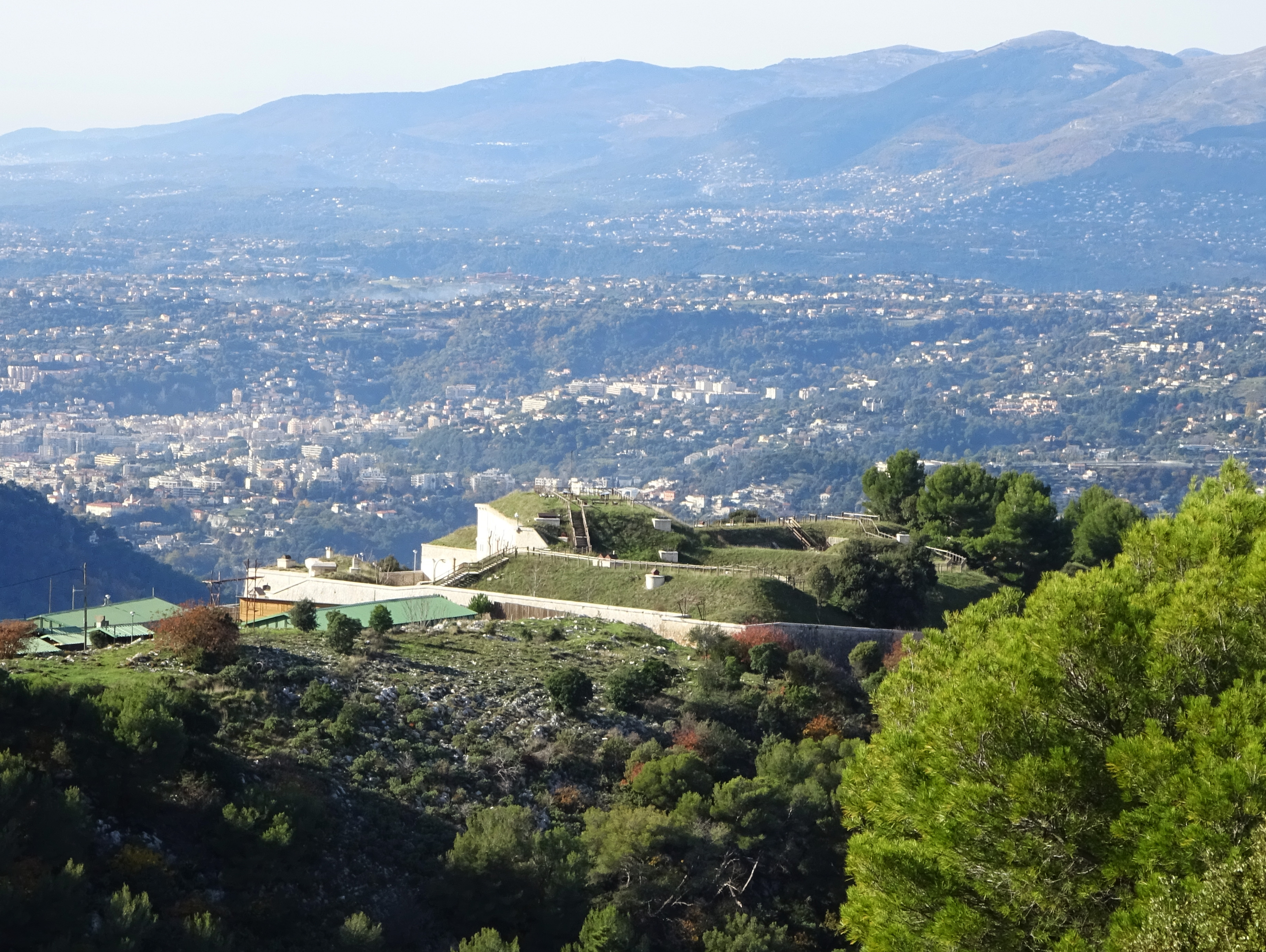
Fort de la Drète, voisin du fort de la Revère.

Ce dispositif était complété par trois batteries annexes : la Calanca, la Forna et Samboules. Avec son homologue le fort de la Drète, il défendait les voies de pénétrations par les vallées. Durant la Seconde Guerre mondiale, le gouvernement de Vichy y transférait des prisonniers alliés (voir par exemple sur le site cité en référence), principalement des pilotes britanniques. Il est ensuite déclassé et fermé au public.
Il a été appelé brièvement fort Anselme. 
Ce fort a été occupé par l'Armée de l'air en tant que « station maitre radar » au moins jusqu'en 1957. Il a servi également de casernement pour les appelés de l'Armée de l'air y effectuant leurs classes avant leur affectation définitive dans une unité ou escadre de chasse.